# Венгерская Народная Республика
Венге́рская Наро́дная Респу́блика, ВНР (венг. Magyar Népköztársaság) — официальное название Венгрии с 20 августа 1949 по 23 октября 1989 года. Социалистическое государство, член ОВД (с 1955 года) и СЭВ (с 1949 года). Граничила на севере с Чехословакией, на северо-востоке — с СССР, на востоке — с Румынией, на юге — с Югославией, на западе — с Австрией.

## История

### Предыстория
Во Второй мировой войне хортистская Венгрия принимала участие на стороне блока «Оси», её войска участвовали в оккупации территории СССР. В 1944 году Венгрия была оккупирована Третьим Рейхом, а сам Миклош Хорти был арестован нацистами после попытки вывести государство из войны; хортистское государство оказалось заменено фашистским марионеточным режимом, продолжавшим вести войну на стороне «оси». 

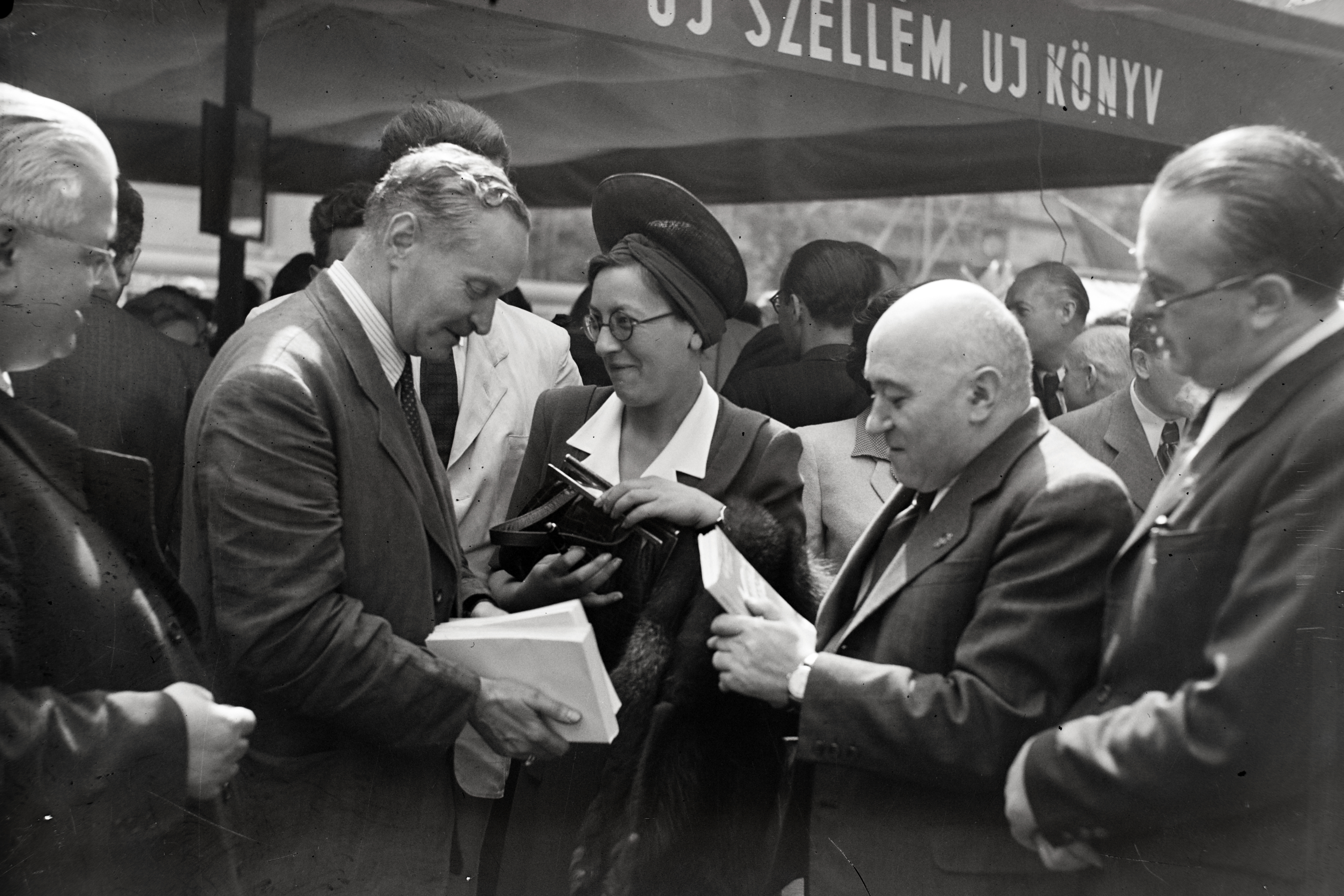
Июль 1945 года. Слева — Бела Миклош, глава антифашистского временного правительства, избранного в декабре 1944 года. Напротив него — не входивший в его правительство Матьяш Ракоши, глава компартии, который в будущем возглавит сталинисткий режим в Венгрии

С декабря 1944 года существовало два враждебных друг другу правительства Венгрии: пронацистское марионеточное правительство на оккупированной Третьим Рейхом территории и образованное антифашистами на сравнительно демократической основе временное просоветское правительство, начавшее создавать добровольческие венгерские вооружённые формирования в помощь Красной армии в борьбе с Третьим Рейхом, которому объявило войну, и проводить прогрессивные социальные и политические реформы, главной из которых была радикальная земельная реформа. В правительство вошли и члены венгерской компартии, занимавшейся земельной реформой и быстро ставшей массовой организацией. Правительство было вынуждено разделять власть с контрольной комиссией Союзников, возглавляемой советским маршалом Ворошиловым, однако тогда условия были относительно свободными. 4 ноября 1945 в стране были проведены свободные выборы, предусмотренные Ялтинскими соглашениями, на которых 57 % голосов получила Независимая партия мелких хозяев (НПМХ), а компартия и социал-демократы — примерно по 17% голосов на обе партии; Венгрия стала парламентской республикой. Несмотря на оптимистические ожидания в обществе, ожидавшего и дальнейшее развитие парламентской демократии, условием Ворошилова было сохранение за компартией уже завоёванных позиций и особенно — министерства внутренних дел и полиции. С помощью последнего компартия и Комиссия развернули борьбу за сталинизацию Венгрии, меры для которой глава компартии Ракоши называл «тактикой салями».
10 февраля 1947 года был подписан мирный договор между венгерским и советским правительствами. Премьер-министр Венгрии Ференц Надь поехал с визитом в Швейцарию, где сложил с себя полномочия и отказался вернуться на родину. На посту премьер-министра его сменил другой член НПМХ Лайош Диньеш, а его в 1948 году — Иштван Доби (на тот момент также член НПМХ). Коммунисты, пользуясь поддержкой советских войск, арестовали большинство лидеров оппозиционных партий, а в 1947 году провели новые выборы.

### Сталинизация
15 мая 1949 года прошли парламентские выборы, на которых Национальный фронт независимости выставил единый и единственный список. 18 августа 1949 году была принята Конституция, изменившая название страны на «Венгерская Народная Республика», должность президента упразднена, вместо него был создан коллегиальный Президиум. В 1950 году были упразднены комитаты, вместо них было введено деление на области, комитатские, окружные и общинные собрания и управы были упразднены, вместо них были созданы областные, окружные и общинные советы и исполнительные комитеты советов. Были упразднены Курия, судебные палаты, трибуналы, местные суды, вместо них были созданы Верховный Суд, областные суды и окружные суды. Были запрещены все политические партии, кроме ВПТ, Национальный фронт независимости был реорганизован — в его ряды были включены массовые организации. Реорганизована была также и сама ВПТ — пост председателя партии был упразднён, а человек, занимавший эту должность, был вскоре взят под арест. Изменению подверглась символика — гербом Венгрии стали молот и колос, флагом остался красно-бело-зелёный, на который было добавлено изображение нового герба, гимном остался Himnusz, но исполняться он стал без слов.
Была проведена коллективизация. Управление госбезопасности, во главе которого стояли Габор Петер (1945—1952) и Ласло Пирош (1953—1956) осуществляло массовые репрессии против оппозиции, церкви, политиков прежнего режима и многих прочих недовольных. Видную роль в репрессивной политике играл также министр обороны Михай Фаркаш. Начались и внутрипартийные чистки в ВПТ. Одной из первых жертв стал глава МВД — Ласло Райк. За решёткой оказался и его преемник — Янош Кадар.

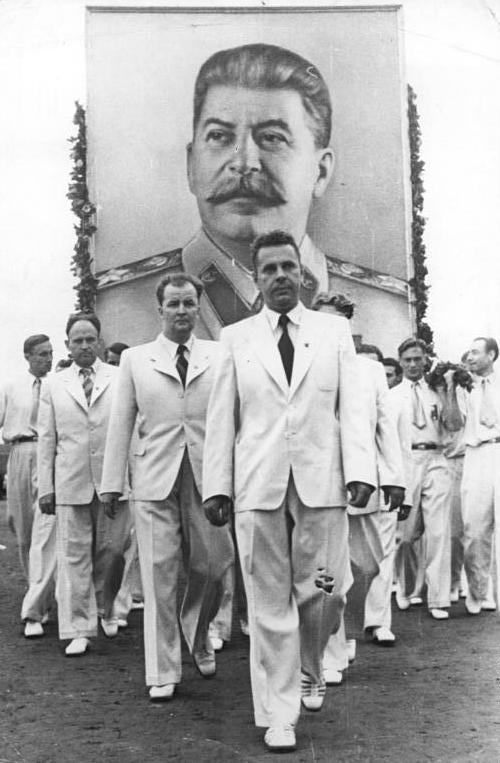
Советская делегация на II Всемирном фестивале молодёжи и студентов в Будапеште, 1949 год

В то же время жизненный уровень в стране стремительно падал. Экономическая ситуация в стране осложнялась тем, что Венгрия как союзник Германии по Второй мировой войне была обязана несколько лет выплачивать СССР, ЧССР и Югославии контрибуцию, иногда доходившую до четверти национального продукта. В 1952 году реальная заработная плата рабочих и служащих была на 20 процентов, а доходы крестьян — на одну треть ниже, чем в 1949-м.
В 1952 году премьер-министром стал Генеральный секретарь ВПТ и сторонник жёсткого сталинистского курса Матьяш Ракоши. В 1953 году предпринятые правительством меры принесли заметное облегчение, но лишь на короткое время. Провал планов индустриализации и изменения в СССР после смерти Сталина (в Москве решили, что Ракоши излишне фанатичен, что он не способствует популярности новых венгерских властей) привели к тому, что на пленуме Центрального руководства ВПТ 27 — 28 июня 1953 года Матьяш Ракоши был подвергнут критике и заменён на посту главы правительства другим венгерским коммунистом, Имре Надем.
Новый глава правительства Имре Надь и его сторонники заняли серьёзные позиции в партии. Была проведена амнистия, прекращено интернирование и запрещено выселение из городов по социальному признаку. Надь прекратил строительство множества крупных промышленных объектов. Капиталовложения были направлены на развитие лёгкой и пищевой промышленности, было ослаблено давление на сельское хозяйство, снижены цены на продукты и тарифы для населения.
На посту главы правительства этот венгерский политик провёл ряд мер, направленных на улучшение жизни народа (были уменьшены налоги, увеличены зарплаты, либерализированы принципы землепользования), прекратил политические репрессии. Это сделало его популярным среди простых венгров. Сворачивание индустриализации и кооперирования в сельском хозяйстве вызывали резкую критику со стороны Ракоши и его приверженцев. К тому же смещение в СССР главы правительства Г. М. Маленкова, выступавшего за приоритетное развитие лёгкой промышленности, ослабило позиции Надя. В конце концов, Матьяш Ракоши, использовав привычные средства закулисной борьбы, сумел одержать победу над соперником, которого немалая часть трудящихся уже считала символом новой политики, гарантом лучшей жизни. В итоге 18 апреля 1955 года Имре Надь был смещён с поста премьер-министра и исключён из ВПТ.
Новый глава правительства Андраш Хегедюш был молод и не имел влияния в партии, и партийное руководство (Ракоши, Герё, Фаркаш) продолжило сталинистский курс во всех отраслях общественной жизни. Среди широких слоёв венгерского народа это вызывало недовольство. Стихийно зарождались требования возвращения к власти Надя, проведения альтернативных выборов, вывода из Венгрии советских войск. Многие венгры вовсе считали социалистический курс своей страны ошибочным.
В мае 1955 г. между СССР и Австрией был подписан мирный договор. Советские войска, находившиеся в Австрии в составе Центральной группы войск, в течение лета выводятся на территорию СССР. 14 мая 1955 года социалистические страны заключили Варшавский договор о дружбе, сотрудничестве и взаимопомощи, что продлило пребывание советских войск в ВНР.

### Восстание 1956 года

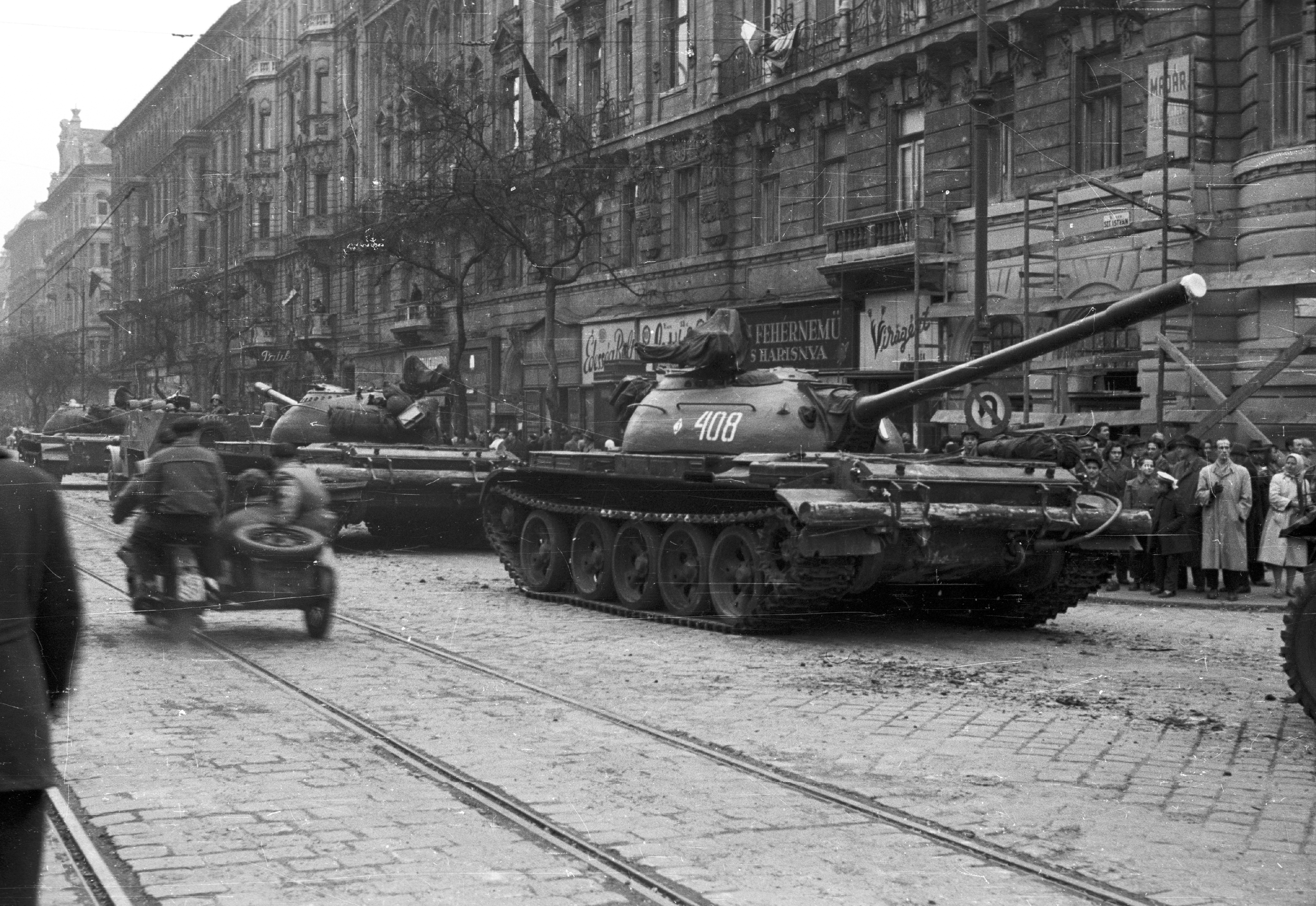
Советские танки временно покидают Будапешт, 31 октября 1956 года

21 июля 1956 года Ракоши был отправлен в отставку, его место занял Эрнё Герё. 23 октября 1956 года началась массовая антисталинская демонстрация в Будапеште, в ходе которой демонстранты попытались захватить ряд зданий. 24 октября Имре Надь был назначен на пост председателя совета министров Венгрии. Совет Министров в новом составе объявил о прекращении огня, роспуске Венгерской Народной Армии и Управления государственной безопасности и создании гонведа, прекращении деятельности ВПТ, а также о начале переговоров с СССР о выводе советских войск из Венгрии, 30 октября была восстановлена многопартийная система, 31 октября боевое крыло антисталински настроенных демонстрантов было оформлено в Национальную гвардию (Nemzetőrség) под командованием коммуниста Белы Кирая, 3 ноября было образовано новое правительство из представителей ВПТ, НПМХ, НКП и СДПВ. Актив ВПТ, защищавший общественные здания, министерства и райкомы, получил приказ венгерского правительства немедленно сдать все наличное оружие. 4 ноября Советская армия вошла в Будапешт и к 7 ноября подавила сопротивление национальной гвардии, венгерское правительство было арестовано.

### Период правления Я. Кадара

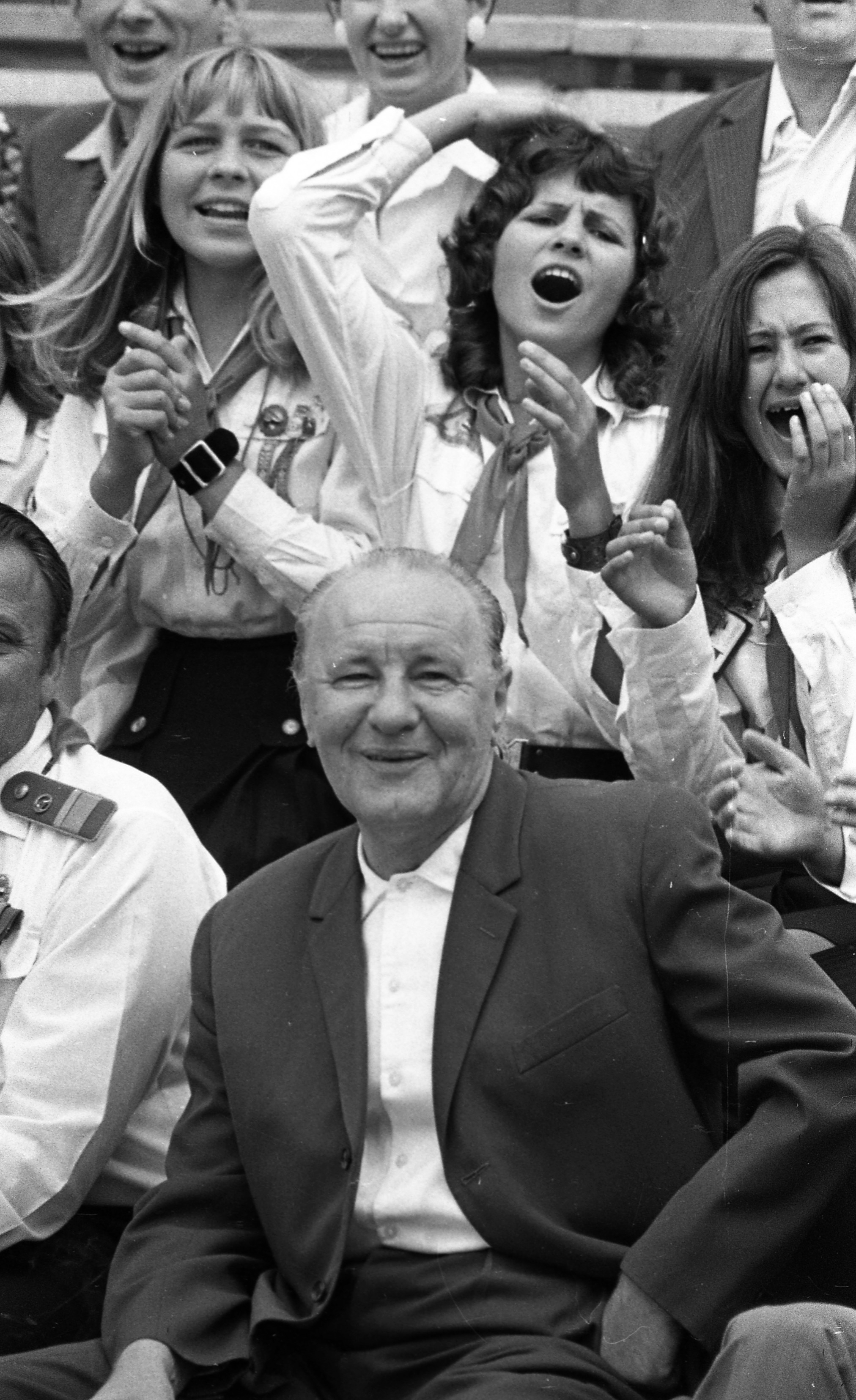
Янош Кадар среди пионеров, 1972 год

После подавления восстания Венгерская партия труда была переименована в Венгерскую социалистическую рабочую партию. Её возглавил Янош Кадар, под руководством которого была проведена осторожная либерализация государства, в первую очередь экономики. Секретарь ЦК ВСРП Режё Ньерш стал основным разработчиком начатой в 1968 году экономической реформы. Благодаря реформаторскому курсу Кадара Венгрию стали называть «самым весёлым бараком в социалистическом лагере». В Венгрии была наиболее либеральная цензура, и граждане пользовались свободным выездом за рубеж.
Была разрешена мелкая частная собственность на средства производства. В период до конца 1980-х годов Венгрия занимала лидирующие положения среди социалистических стран по ряду отраслей. Наиболее известны были продукция фармацевтической промышленности, телевизоры «Videoton», холодильники «Lehel», автобусы «Ikarus», грузовики «Rába». Страна вышла на первое место в Европе по производству пшеницы и мяса из расчёта на душу населения, и на второе — по количеству яиц. В отличие от большинства стран социалистического лагеря, потребительский рынок в Венгрии практически не страдал от дефицитов товаров народного потребления.
В 1983 году был утверждён принцип альтернативности всеобщих выборов. В дополнение к существовавшим ранее 352 одномандатным округам, ещё 35 депутатов парламента избирались по единственному общенациональному списку, в который были включены видные партийные, государственные и общественные деятели, деятели литературы и искусства. В одномандатных округах должно было быть по крайней мере два кандидата. В 1985 году по такой системе были проведены выборы в Государственное собрание Венгрии.

### Демократические реформы
В 1989 году в ВСРП поменялось руководство, идеологией партии была объявлена социал-демократия, а сама она была переименована в Венгерскую социалистическую партию, однопартийная система была отменена, были созданы либеральные партии — Альянс свободных демократов (АСД) и Альянс молодых демократов (более известный под венгерской аббревиатурой Фидес), ряд консервативных партий — Венгерский демократический форум (ВДФ), Независимая партия мелких хозяев, Христианско-демократическая народная партия (ХДНП). Венгрия вновь была провозглашена Венгерской Республикой — третьей демократией в истории Венгрии. Была изменена внешняя политика — был взят курс на возвращение в Европу, начался вывод частей Советской армии с территории Венгрии (закончился в 1991 году).

## Государственное устройство
Высший орган государственной власти — Государственное Собрание (Országgyűlés), избиралось прямым всенародным голосованием по предложению Политического Бюро Центрального Комитета Венгерской Социалистической Рабочей Партии, постоянно-действующий орган Государственного Собрания — Президиум (Elnöki Tanácsa), высший исполнительно-распорядительный орган — Совет Министров (minisztertanács), состоящий из Председателя Совета Министров, заместителей Председателя Совета Министров, министров и государственных секретарей, формировались Государственным Собранием по предложению Политического Бюро ЦК ВСРП, прочие органы государственного управления — министерства (minisztérium).

## Административное деление
Территория ВНР делилась на области (megye) и города с правами областей (megyei jogú város) (c 1971 года на столицу, областные города (megyei város) и области), области на округа (járás) и города с правами округов (járási jogú város), округа на общины (községi), города (városi), города c правами областей и города с правами районов на городские районы (városi kerületi).
Представительный орган области — областной совет (megyei tanács), избирался населением по мажоритарной системе сроком на 4 года, исполнительный орган — исполнительный комитет (végrehajtóbizottság) областного совета, избирался областным советом.
Представительный орган округа — окружной совет (járási tanács), избирался населением по мажоритарной системе сроком на 4 года, исполнительный орган — исполнительный комитет окружного совета, избирался окружным советом.
Представительный орган общины — общинный совет (községi tanács), избирался населением по мажоритарной системе сроком на 4 года, исполнительный орган — исполнительный комитет общинного совета, избирался общинным советом.
Представительный орган города — городской совет (városi tanács), избирался населением по мажоритарной системе сроком на 4 года, исполнительный орган — исполнительный комитет городского совета, избирался городским советом.
Представительный орган городского района — городской районный совет (városi kerületi tanács), избирался населением по мажоритарной системе сроком на 4 года, исполнительный орган — исполнительный комитет городского районного совета, избирался городским районным советом.
В 1972 году была принята новая редакция Конституции, согласно которой окружные советы упразднялись, а областные советы теперь формировались городскими и сельскими советами.

## Правовая система
Судебные органы — Верховный Суд (Legfelsőbb Bíróság), избирался Государственным Собранием (с 1983 года — назначался Президиум, Председатель Верховного Суда продолжал избираться Государственным Собранием), окружные суды (megyei bíróság), избирались окружными советами, районные суды (járásbíróság), избирались районными советами, орган конституционного надзора (с 1983 года) — Конституционно-правовой совет (Alkotmányjogi Tanács).

## Политическая партия
Единственная политическая партия — Венгерская партия трудящихся (Magyar Dolgozók Pártja, MDP) (с 1956 года — Венгерская социалистическая рабочая партия), возникла путём объединения Коммунистической партии Венгрии и Социал-демократической партии Венгрии.

## Общественные организации
- Отечественный народный фронт (Hazafias Népfront, HNF, ОНФ, до 1954 года Венгерский народный фронт независимости (Magyar Függetlenségi Népfront, MFN, ВНФН), до 1949 года Венгерский национальный фронт независимости (Magyar Nemzeti Függetlenségi Front, MNFF, ВНФН))
- Венгерский коммунистический союз молодёжи (Magyar Kommunista Ifjúsági Szövetség, KISZ, ВКСМ) (молодёжная секция ВСРП) (до 1957 года — Союз трудящейся молодёжи (Dolgozó Ifjúság Szövetsége, DISZ, СТМ))
- Национальный совет профсоюзов (Szakszervezetek Országos Tanácsa, SZOT, НСП) (профцентр ВСРП)
- Венгерский национальный совет женщин (Magyar Nők Országos Tanácsa) (женская секция ВСРП) (до 1956 года — Венгерский демократический союз женщин (Magyar Nők Demokratikus Szövetsége, MNDSZ))
- Общество венгеро-советской дружбы (Magyar-Szovjet Baráti Társaság)

## Силовые структуры
- Вооружёнными силами Венгерской Народной Республики являлась Венгерская народная армия (Magyar Néphadsereg)
- Органами внутренних дел Венгерской Народной Республики являлась Полиция (Rendőrség)
- Органом государственной безопасности являлось Управление государственной безопасности (Államvédelmi Hatóság)

## Экономика
Денежная единица — форинт (forint) (0,0757 грамм золота, 7 копеек СССР), был представлен
- алюминиевыми монетами номиналом в 2, 5, 10, 20, 50 филлеров (1 филлер (fillér) — 1/100 форинта) и 1 форинт, никелевыми монетами номиналом в 2 и 5 форинтов[19]
- билетами Венгерского национального банка номиналом в 10, 20, 50, 100 и 500 форинтов, а с 1983 года также 1000 форинтов[20] эмитировались Венгерским национальным банком (Magyar Nemzeti Bank)[21]

Основная хозяйственная единица в промышленности — государственное предприятие (Állami vállalat), в сельском хозяйстве — сельскохозяйственные производственные кооперативы (Termelőszövetkezet). Оператор железнодорожных перевозок — Венгерские государственные железные дороги (Magyar Államvasutak), оператор почтовой и телефонной связи — Министерство почт (Postaügyi Minisztérium), позднее — Министерство почт и транспорта (Közlekedés- és Postaügyi Minisztériumba) («Венгерская почта» («Magyar Posta»)).
В 1949 году в Венгрии началось создание плановой экономики по советскому образцу, но после событий 1956 года обязательные поставки сельскохозяйственной продукции крестьянами были отменены, на государственных предприятиях была введена система участия трудовых коллективов в распределении прибыли, было
уменьшено количество плановых показателей. В 1968 году была отменена практика централизованного распределения продукции, начался переход к гибкому механизму ценообразования, учитывающему условия рынка. Методы управления сельским хозяйством в Венгрии послужили, по инициативе Юрия Андропова, образцом для абашского экономического эксперимента в Грузинской ССР в 1973-1985. Несмотря на успешность этой реформы, с 1974 года в промышленности Венгрии было восстановлено центральное планирование, предприятия объединяли в крупные и зачастую неэффективные конгломераты.
При этом в экономике Венгрии сохранялся заметный частный сектор: в 1985 году действовало около 20 000 частных  магазинов и 5 000 ресторанов. Доля частного сектора в ВВП в 1970 году составляла 3 %, но в 1989 году она уже была около 25 %.
С 1970 по 1979 гг. реальные доходы трудящихся выросли на 369 %, реальная заработная плата рабочих и служащих — на 26 %. Увеличились выплаты и льготы из общественных фондов потребления, составлявших 28,8 % реальных доходов трудящихся на 1979 год.

## Религия
Большинство верующих — католики, были представлены епархиями, объединёнными в Конференцию католических епископов Венгрии (Magyar Katolikus Püspöki Konferencia):
- Митрополия Эстергома
  - Архиепархия Эстергома (Esztergom Főegyházmegye)
  - Епархия Дьёра (Győri Egyházmegye)
  - Епархия Секешфехервара (Székesfehérvári Egyházmegye)
  - Епархия Сомбатхея (Szombathelyi egyházmegye)
  - Епархия Веспрема (Veszprémi Egyházmegye)
- Митрополия Калочи
  - Архиепархия Калочи (Kalocsa Főegyházmegye)
  - Епархия Печа (Pécsi Egyházmegye)
  - Епархия Чанада (Csanád Egyházmegye)
- Митрополия Эгера
  - Архиепархия Эгера (Egri főegyházmegye)
  - Епархия Ваца (Váci Egyházmegye)
- Епархия Хайдудорога византийского обряда (Hajdúdorogi egyházmegye)
- Апостольский экзархат Мишкольца (Miskolci apostoli exarchátus)

Большинство верующих в восточной части страны — кальвинисты, представлены Венгерской реформатской церковью (Magyarországi Református Egyház), лютеране были представлены Евангелическо-лютеранской церковью Венгрии (Magyar Evangélikus-Lutheránus Egyház).

## Кинематограф
Венгерское управление кинематографии (Magyar Filmgyártó Vállalat, Mafilm)
Венгерское управление кинематографии (Magyar Filmgyártó Vállalat, Mafilm)
- Студия художественных фильмов (játékfilm stúdió)
  - Творческое объединение «Будапешт»
  - Творческое объединение «Гунния»
  - Творческое объединение «Диалог»
  - Творческое объединение «Объектив»
- Студия документальных фильмов (Híradó- és Dokumentumfilm Stúdió)
- Студия научно-популярных и учебных фильмов (Népszerű Tudományos Filmstúdió)

Студия мультипликация — Паннония (Pannónia Filmstúdió)

## Средства массовой информации
СМИ Венгерской народной республики получали информацию от Венгерского телеграфного агентства (Magyar Tavirati Iroda) (издавало 2 раза в месяц бюллетень 'Вести с родины' ('Magyar Hirek') на венгерском языке, а с 1967 года — газету 'Ежедневные новости' на немецком ('Neueste Nachrichten') и английском ('Daily News') языках)
Газеты:
- «Szabad nép» (до 1956 года) (букв. «Свободный народ») — печатный орган ЦК ВКП и ЦК ВПТ.
- «Непсабадшаг» (с 1956 года) («Népszabadság», букв. «Народная свобода») , «Партелет» — печатные органы ЦК ВСРП.
- «Непсава» («Népszava») — печатный орган Венгерского Совета Профсоюзов.
- «Мадьяр немзет» («Magyar Nemzet») и «Сабад фёльд» — печатные органы Отечественного Народного Фронта.
- «Мадьяр хирлап» («Magyar Hírlap») — печатный орган Правительства ВНР, основана в 1968 году.
- «Нёклапья» — печатный орган Всевенгерского совета женщин.
- «Элет эш иродалом» и «Кортарш» — печатный орган Союза венгерских писателей.
- «Мадьяр ифьюшаг» — печатный орган ЦК ВКСМ.
- «Esti Budapest» — печатный орган Будапештского Городского Совета и Будапештского Городского Комитета ВСРП.
- «Мадьяр Кёзлёни» («Magyar Közlöny») — бюллетень законов.

Журналы:
- «Таршадалми семле» — теоретический орган ЦК ВСРП.
- «Hahota» (1980—1992) — журнал комиксов для детей.
- «Ludas Matyi» (венг. «Гусиный пастух Мати», 1945—1992) — сатирический журнал.
- «Pajtás» (венг. «Приятель», 1946—1989) — детский журнал.
- «Ország Világ» (венг. «Страна и мир», 1957—1991) — иллюстрированный журнал.

Телевизионное и радиовещание осуществляло государственное предприятие «Венгерское радио и телевидение» (Magyar Rádió és Televízió, MRT) по 2 теле- (заголовки «MTV 1» и «MTV 2») и 3 радиопрограммам (заголовки «Kossuth», «Petőfi» и «Bartók»). В 1974 году MRT было разделено на государственные предприятия «Венгерское радио» и «Венгерское телевидения» а для руководства ими был создан Государственный комитет по телевидению и радиовещанию (Állami Rádió és Televízió Bizottságot).

## В филателии

Серия почтовых марок. 5 лет Венгерской народной республике
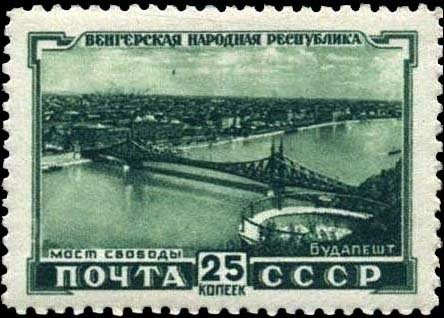
Мост Свободы (Будапешт)
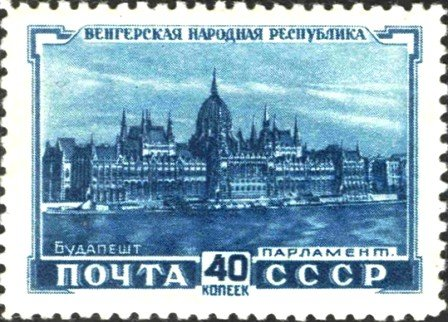
Здание венгерского парламента
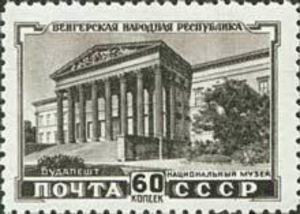
Венгерский национальный музей
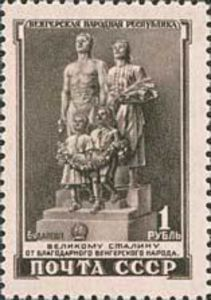
Скульптура "Великому Сталину от благодарного венгерского народа. 1949 г."
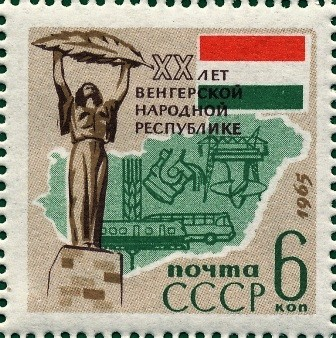
Почтовая марка, 1964 год
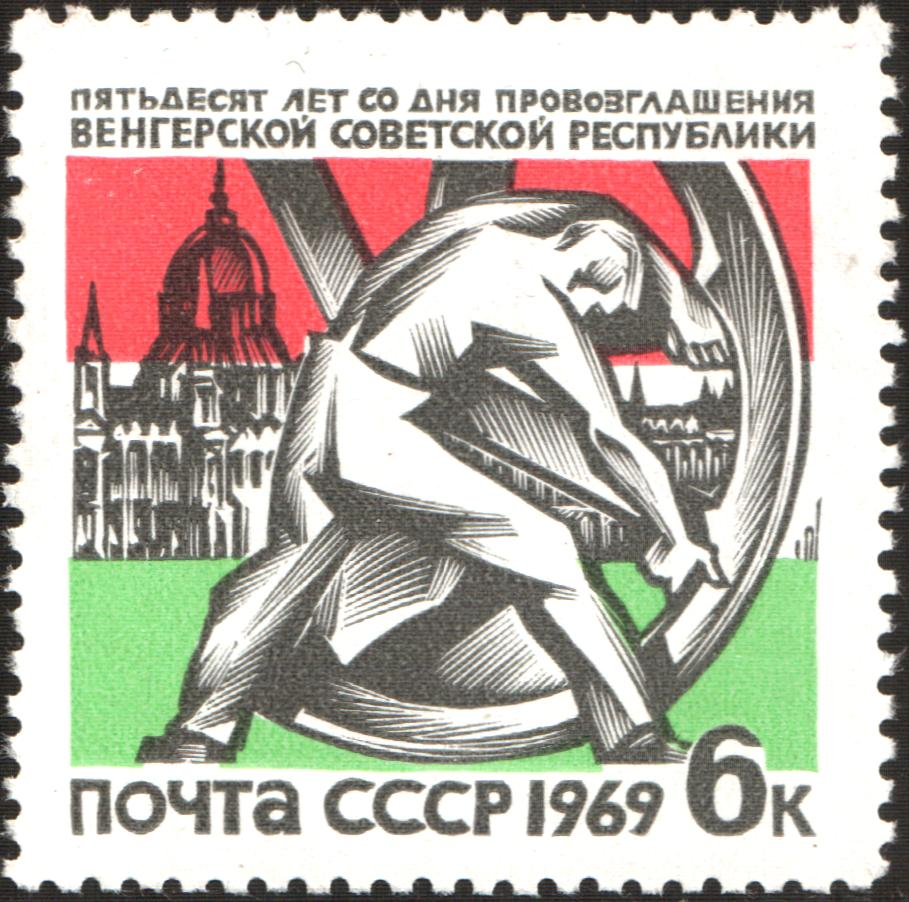
Почтовая марка, 1969 год

Почтовые марки других серий
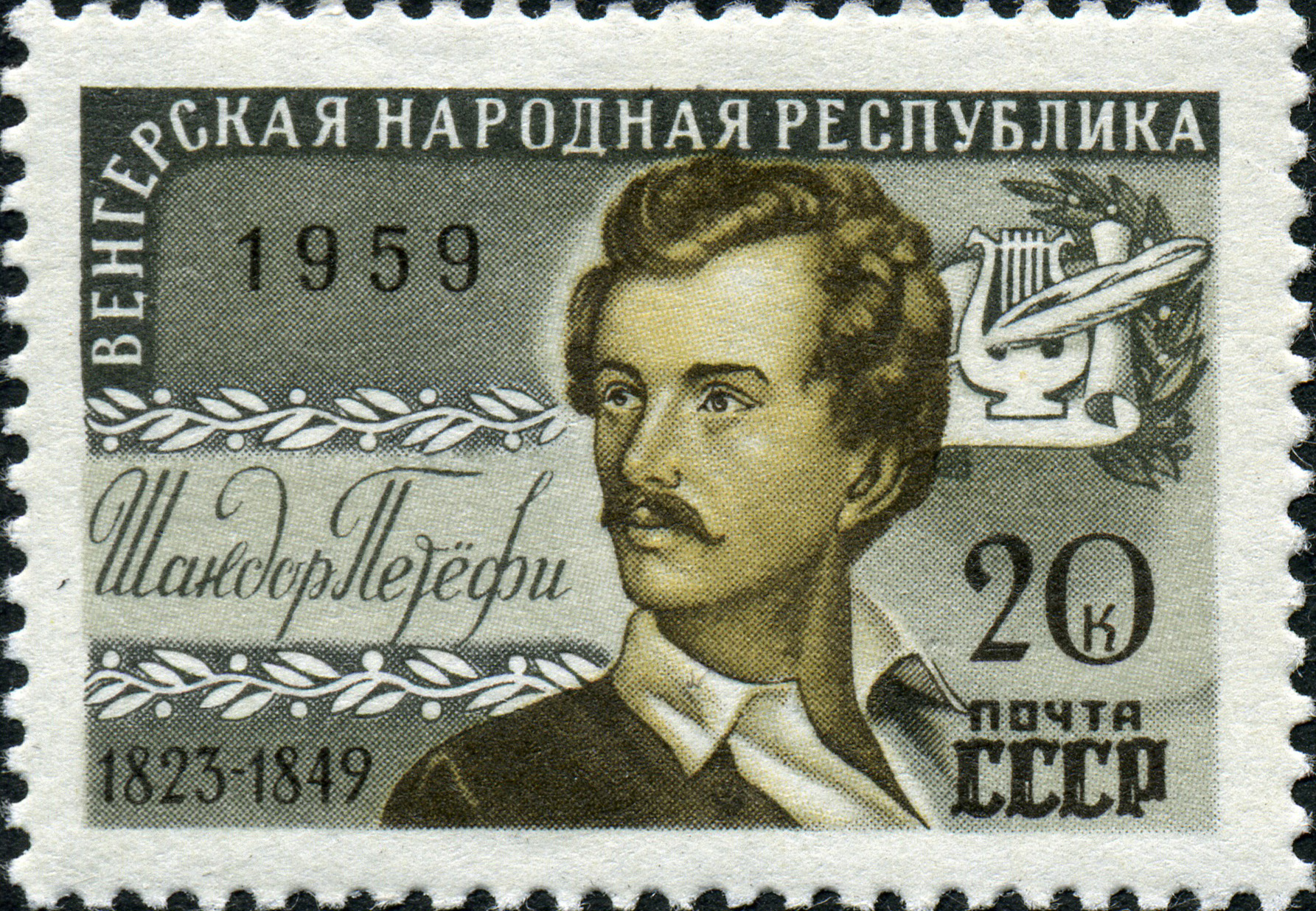
Венгерский поэт Шандор Петефи
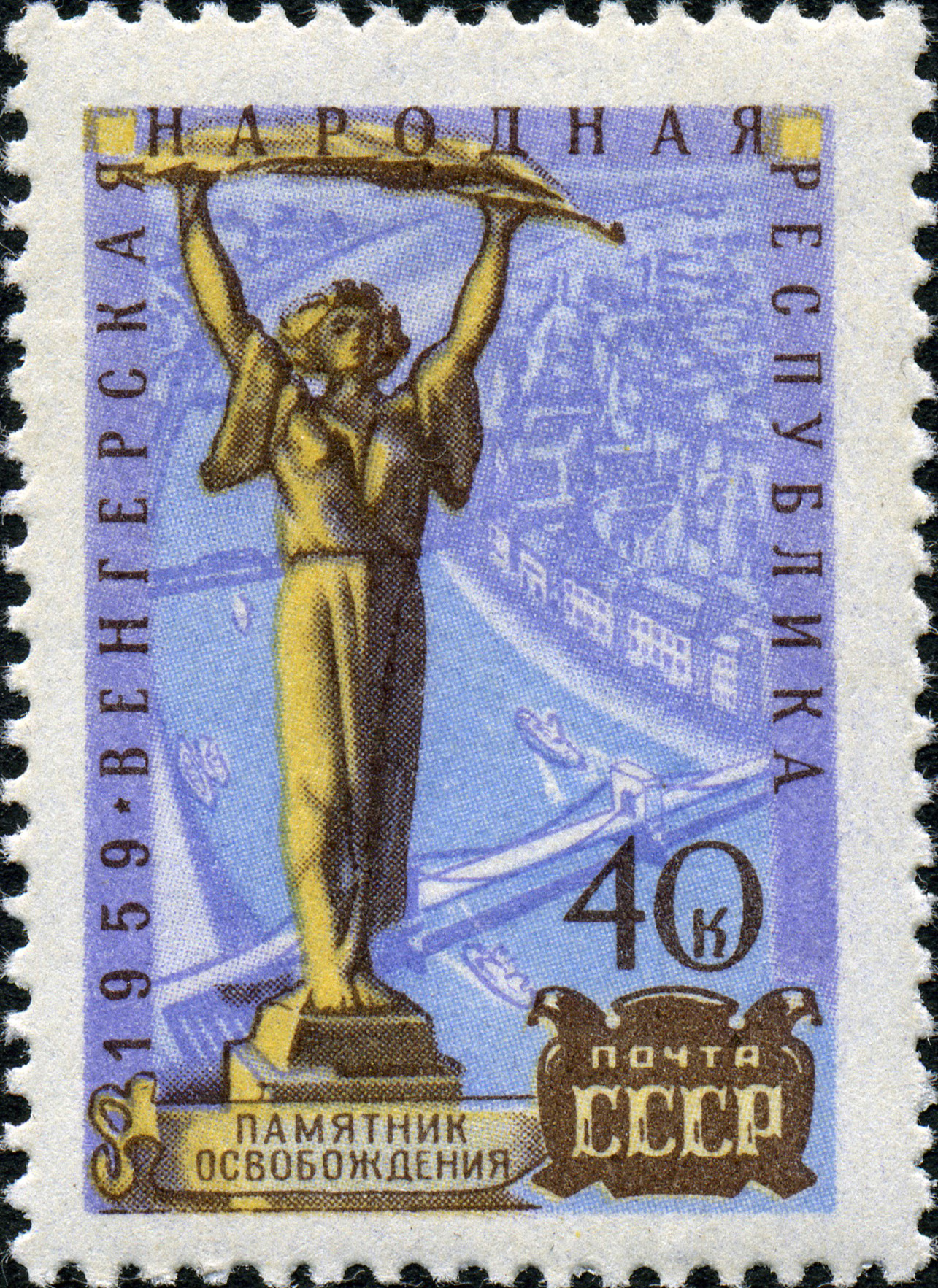
Будапешт. Памятник Освобождения на горе Геллерт